# 抽屉柜

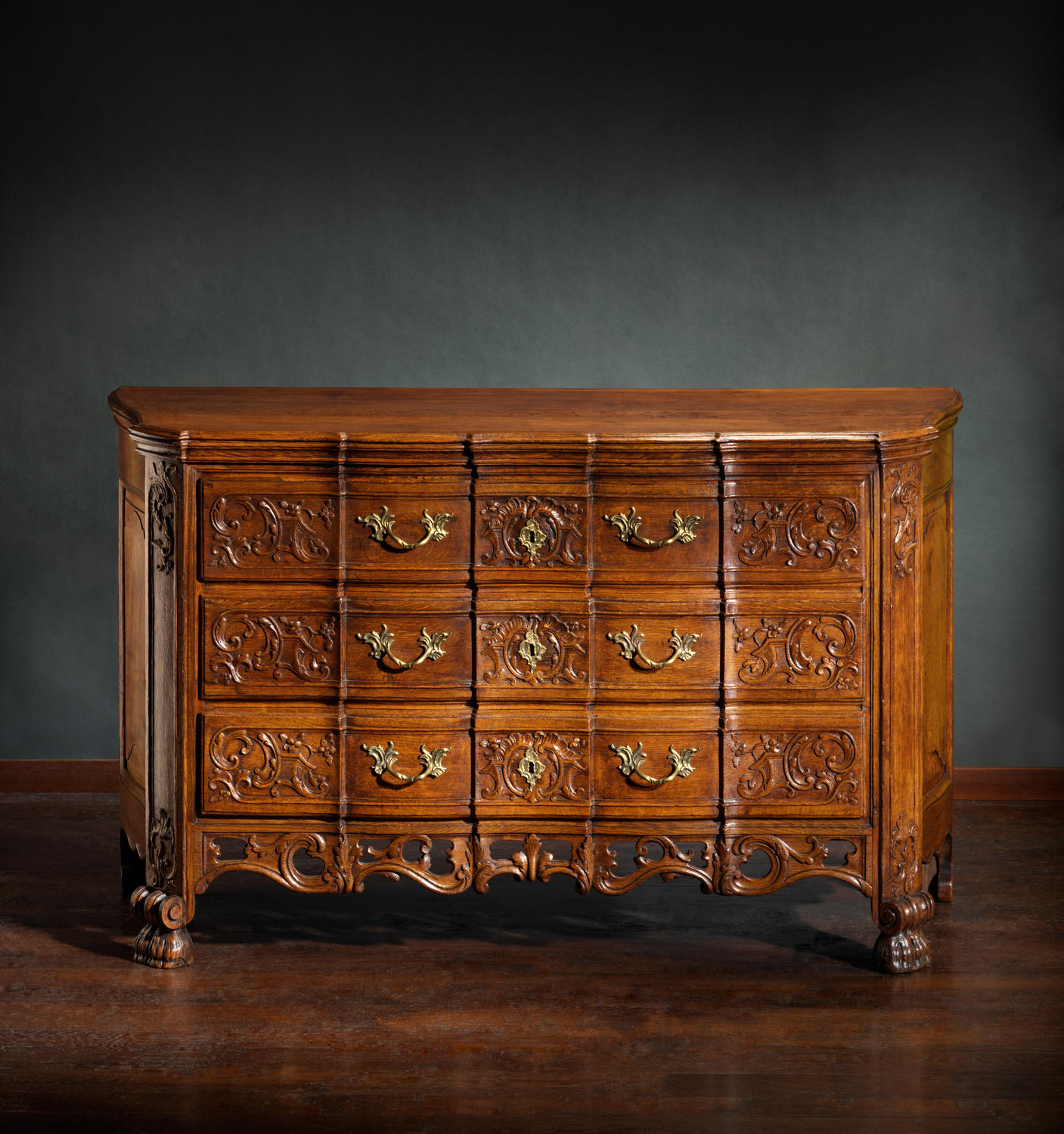
18世纪的抽屜櫃

抽屉柜是一种由多个平行、水平的抽屜組成的櫃子，它也是一種家具。抽屉柜通常有5、6和7个抽屉，抽屉柜通常放置在卧室中。抽屉柜一般用來存放衣物、内衣、袜子和其他通常不會挂在衣柜中的物品（各种个人杂物）。